# ياسين حبيبي
ياسين حبيبي هو رئيس جمعية روح مكناس و منشد مغربي قام بمجموعة من الأعمال الفنية من أبرزها ألبوم تجليات روحية الذي صدر سنة 2012 .

## حياته
بدأ المنشد ياسين بن حبيبي مسيرته الإنشادية منذ طفولته في سن 14 في بعض الجمعيات الثقافية.

## ألبوماته
- البوم المنفرجة (2008)
- تجليات روحية (2012)